# Bethany (Virginia Occidentale)
Bethany è un comune degli Stati Uniti d'America, situato nello Stato della Virginia Occidentale, nella Contea di Brooke.